# Почтовая регалия
Почтовая регалия (нем. Postregal, Post-Regal) — исключительное право правительства содержать в пределах государственной территории почтовые учреждения. Относится к государственной привилегии в области почтового дела, когда государство в политических или общественных интересах брало в свои руки почту или ограничивало частную конкуренцию. Относится к так называемым юридическим регалиям.

## Описание

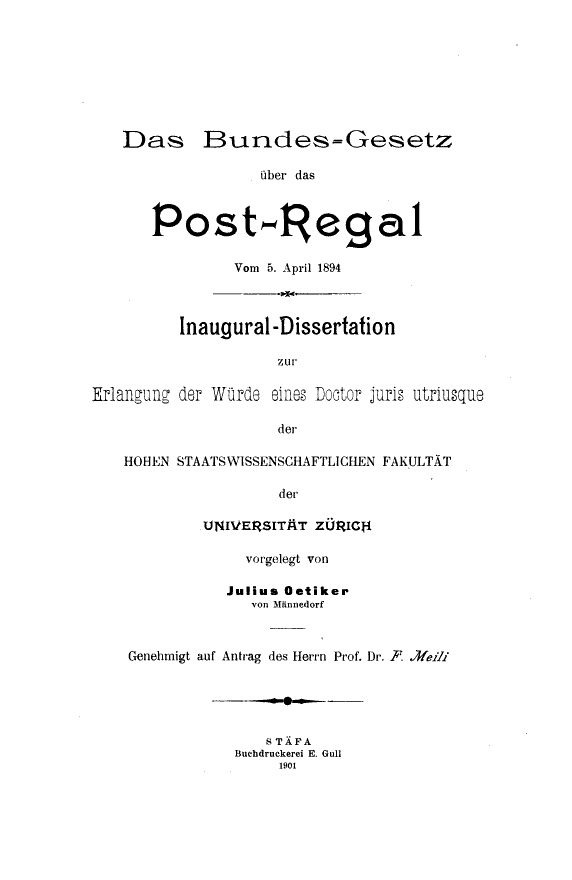
Титульный лист диссертации, посвящённой федеральному закону Швейцарии о почтовой регалии и защищённой Юлиусом Отикером в Цюрихском университете в 1894 году

Именно по почтовой регалии можно судить о том, какими мотивами определяется введение юридической регалии. Только государство может отрешиться от принципа доходности и ради общего блага населения понижать почтовый тариф, хотя бы это и не обещало коммерческой выгоды; только оно может установить почтовое сообщение в таких местностях, которые не могут окупать его.
Государству легче установить единство почтовых учреждений целой страны, согласовать с интересами почты интересы железных дорог и пароходных предприятий. Государство, особенно конституционное, лучше может гарантировать тайну почтовой корреспонденции. От частного содержателя почты нельзя ожидать пожертвований на улучшения почтового дела, если они не обещают непосредственной выгоды. Оттого почта и переходила в истории повсеместно в руки государства.

## История
В истории почты и истории права идея почтовой регалии впервые была выдвинута в конце XVI века, а в XVII столетии стала проводиться в жизни. Первым из германских государей, учредившим правительственную почту и признавшим за ней характер монополии, был великий курфюрст Фридрих Вильгельм (1646). Его примеру последовали другие значительные имперские чины. Тогда же содержание почты стали рассматривать не только как право, но и как обязанность правительств.
В прошлом содержание почтовой регалии в тех или иных государствах было неодинаково. Так, в 1714 году в Пруссии была введена для путешествующих обязанность пользоваться услугами почты (нем. Postzwang). Ещё в 1712 году это же обязательство было установлено для закрытых писем, в 1715 году — для пакетов до 20 фунтов, в 1766 году — для пакетов до 40 фунтов.
Прусский закон от 5 июня 1852 года установил принудительное пользование почтой для пересылки денег, золота, серебра, драгоценных камней, газет и пакетов до 20 фунтов. Северогерманский почтовый закон 2 ноября 1867 года ограничил почтовую регалию лишь закрытыми письмами и политическими газетами, а перевозку пассажиров сделал при известных условиях свободной. Имперский закон от 28 октября 1871 года уничтожил ограничения по перевозке пассажиров.
В конце XIX — начале XX века в Германии обязательная пересылка почтой распространилась на закрытые письма и политические газеты, если последние появлялись чаще одного раза в неделю. Но частные лица не лишались права внутри местного округа перевозить за вознаграждение предметы, подлежащие почтовой монополии. В Германии поэтому продолжали существовать городские почтовые учреждения и учреждения по перевозке пакетов.
В Швейцарии почта с 1848 года составляла регалию союзного правительства и состояла в ведении департамента почт и железных дорог, которому были подчинены дирекции одиннадцати округов. Почтовая регалия охватывала все посылки до 5 кг, а также обычную перевозку пассажиров.
В Соединённых Штатах Америки почта, согласно конституции, также являлась регалией союзного правительства. Заведование ею было сосредоточено в почтовом департаменте (Post Office Department), глава которого — генерал-почтмейстер — входил в состав Кабинета Президента США. В Мексике почтовое дело, составляя регалию союзного правительства, было вверено министерству внутренних дел.
Перевозка газет, независимо от их содержания, составляла монополию государства в Австро-Венгрии, Франции, Испании, Турции и т. д.; в Люксембурге эта монополия ограничивалась лишь политическими газетами. Государственной почтовой монополии подлежала перевозка деловых бумаг в Бельгии, Греции, Египте, печатных произведений — в России, Сальвадоре, Египте, Персии, товарных образцов — в Сальвадоре, Коста-Рике и Персии, денег — в Дании и России. В некоторых странах, например, в Соединённых Штатах Америки, государственная монополия в почтовом деле сопровождалась негативными последствиями, когда почтовые доходы не покрывали расходов.